# Piacenza Sportiva 1935-1936
Questa pagina raccoglie le informazioni riguardanti il Piacenza Sportiva nelle competizioni ufficiali della stagione 1935-1936.

## Stagione
Il nuovo campionato di Serie C, nato dalla ristrutturazione dei campionati, risulta più competitivo rispetto alla Prima Divisione che sostituisce. 
Nonostante si sia rafforzato il Piacenza disputa un torneo di metà classifica. La squadra è ancora affidata alla guida di Carlo Corna. Sono arrivati a Piacenza il mediano Edoardo Ratti dal Pavia, e la mezzala Riccardo Poli dal Parma. 
Vi sono stati i ritorni in biancorosso dal Parma degli avanti "Pitin" Giuseppe Cella e Antonio Rossetti. Sono stati confermati il centrocampista Guglielmo Zanasi, il centromediano Sandro Puppo ed il centravanti Carlo Girometta.
Gli ultimi due al termine della stagione sono stati chiamati da Vittorio Pozzo a partecipare alla spedizione italiana per le Olimpiadi di Berlino. Carlo Girometta con 25 reti è stato il bomber stagionale, seguito da Pitin Cella con 17 centri.

## Rosa
| N. |                   | Ruolo | Calciatore                 |
| -- | ----------------- | ----- | -------------------------- |
|    | Italia (bandiera) | D     | Luigi Carlo Felice Amapane |
|    | Italia (bandiera) | P     | Alberto Barbieri           |
|    | Italia (bandiera) | A     | Giuseppe Cella             |
|    | Italia (bandiera) | A     | Giuseppe Chiesa            |
|    | Italia (bandiera) | D     | Rodolfo Covaccini          |
|    | Italia (bandiera) | D     | Annibale Facchetti         |
|    | Italia (bandiera) | D     | Eliseo Fermi               |
|    | Italia (bandiera) | D     | Carlo Ferrari              |
|    | Italia (bandiera) | A     | Carlo Girometta            |
|    | Italia (bandiera) | C     | Giambattista Gobbi         |

| N. |                   | Ruolo | Calciatore                 |
| -- | ----------------- | ----- | -------------------------- |
|    | Italia (bandiera) | C     | Alessandro Golzi           |
|    | Italia (bandiera) | D     | Giulio Loranzi             |
|    | Italia (bandiera) | D     | Edmondo Mazzocchi          |
|    | Italia (bandiera) | C     | Riccardo Poli (calciatore) |
|    | Italia (bandiera) | D     | Sandro Puppo               |
|    | Italia (bandiera) | C     | Edoardo Ratti              |
|    | Italia (bandiera) | C     | Carlo Resmini              |
|    | Italia (bandiera) | A     | Antonio Rossetti           |
|    | Italia (bandiera) | C     | Sante Rossetti             |
|    | Italia (bandiera) | C     | Guglielmo Zanasi           |

## Risultati

### Serie C

#### Girone di andata
| Arbitro: | Bertone (Torino) |

|                        |           |                                 |
| Severi 30’ Zandali 44’ | Marcatori | 25’, 41’ Girometta 76’ Rossetti |

| Arbitro: | Dellarole (Vercelli) |

|                         |           |  |
| Rossetti 32’ Chiesa 88’ | Marcatori |  |

| Arbitro: | Nocentini (Prato) |

|                               |           |           |
| Perazzo 52’ Bonino 59’ (rig.) | Marcatori | 25’ Cella |

| Arbitro: | Pedemonte (Genova) |

|               |           |                            |
| Girometta 77’ | Marcatori | 47’ Cervilli 56’ Rigamonti |

| Arbitro: | Tagliapietra (Padova) |

|               |           |               |
| Caldirola 30’ | Marcatori | 5’, 87’ Cella |

| Arbitro: | Tommei (Savona) |

|                                   |           |                   |
| Cella 40’, 43’, 79’ Girometta 51’ | Marcatori | 12’, 66’ Barberis |

| Arbitro: | Cappelli (Trieste) |

|                |           |           |
| Camisaschi 19’ | Marcatori | 76’ Cella |

| Arbitro: | Viarengo (Asti) |

|                                                                          |           |  |
| Rossetti 4’ Girometta 8’, 45’, 50’ Simontacchi 13’ (aut.) Cella 40’, 86’ | Marcatori |  |

| Arbitro: | Melloni (Savona) |

|            |           |  |
| Arosio 46’ | Marcatori |  |

| Arbitro: | Melioli (Genova) |

|  |           |             |
|  | Marcatori | 84’ Gaddoni |

| Arbitro: | Capitanio (Venezia) |

|                                     |           |                                               |
| Marelli 42’ (rig.) Tagliasacchi 63’ | Marcatori | 5’, 17’ Girometta 27’ Chiesa 55’ (rig.) Cella |

| Arbitro: | Savio (Torino) |

|                              |           |  |
| Cella 55’ Girometta 72’, 85’ | Marcatori |  |

| Arbitro: | Casati (Como) |

|                                                 |           |                  |
| Godino 34’ Pagliano 36’ Imberti 84’ Bertolo 85’ | Marcatori | 6’, 8’ Girometta |

| Lodi 5 gennaio 1936 14ª giornata | Fanfulla           | 0 – 0 | Piacenza | Stadio Dossenina\| Arbitro: \| Pecchiura (Torino) \| |
| Arbitro:                         | Pecchiura (Torino) |       |          |                                                      |

| Arbitro: | Camisasca (Milano) |

|                                                      |           |  |
| Girometta 35’, 40’ Chiesa 67’, 81’ Rossetti 72’, 76’ | Marcatori |  |

#### Girone di ritorno
| Arbitro: | Goracci (Firenze) |

|                                                |           |  |
| Girometta 31’, 48’, 86’ Cella 42’ Rossetti 60’ | Marcatori |  |

| Arbitro: | Forni (Trento) |

|              |           |           |
| Canavesi 43’ | Marcatori | 75’ Ratti |

| Arbitro: | Barbieri (Genova) |

|           |           |                          |
| Cella 43’ | Marcatori | 45’ Paini 84’ Del Grosso |

| Arbitro: | Pasinato (Venezia) |

|           |           |                         |
| Boffi 25’ | Marcatori | 40’ Girometta 90’ Cella |

| Arbitro: | Capriolo (Torino) |

|                                                   |           |                        |
| Cella 8’ Rossetti 31’ Poli 34’ Girometta 37’, 55’ | Marcatori | 46’ Gnecchi 67’ Cerati |

| Arbitro: | Collina (Savona) |

|                        |           |  |
| Cattaneo 5’ Manini 40’ | Marcatori |  |

| Piacenza 8 marzo 1936 22ª giornata | Piacenza        | 0 – 0 | Cremonese | Stadio del Littorio\| Arbitro: \| Marini (Verona) \| |
| Arbitro:                           | Marini (Verona) |       |           |                                                      |

| Arbitro: | Anceschi (Genova) |

|                                              |           |                |
| Michele Colombo 49’ Solbiati 54’ Morelli 87’ | Marcatori | 28’, 38’ Cella |

| Arbitro: | Morellato (Vicenza) |

|               |           |  |
| Girometta 36’ | Marcatori |  |

| Arbitro: | Novello (Dolo) |

|                                     |           |            |
| Fornaciari 48’ Rossi 56’ Zironi 77’ | Marcatori | 80’ Chiesa |

| Arbitro: | Martelli (Bologna) |

|                                                   |           |             |
| Sallustio 5’ (aut.) Girometta 43’, 88’ Chiesa 44’ | Marcatori | 75’ Viviani |

| Arbitro: | Gondola (Monfalcone) |

|                                   |           |          |
| Citterio 22’ (rig.) Biganzoli 75’ | Marcatori | 73’ Poli |

| Arbitro: | Nocentini (Prato) |

|  |           |             |
|  | Marcatori | 74’ Caudera |

| Arbitro: | Giambone (Venezia) |

|               |           |                  |
| Girometta 52’ | Marcatori | 43’ Dalle Vedove |

| Arbitro: | Tiberio (Gorizia) |

|                                        |           |                 |
| L. Lodi 22’, 28’, 67’, 88’ U. Lodi 57’ | Marcatori | 75’, 76’ Chiesa |

### Coppa Italia
| Arbitro: | Turbiani (Ferrara) |

|                                                             |           |               |
| Cantarelli 4’ Vighi 30’ (rig.) Ballardini 34’ Benelli I 82’ | Marcatori | 20’ Girometta |

## Statistiche

### Statistiche di squadra
| Competizione | Punti | In casa | In casa | In casa | In casa | In casa | In casa | In trasferta | In trasferta | In trasferta | In trasferta | In trasferta | In trasferta | Totale | Totale | Totale | Totale | Totale | Totale | DR  |
| Competizione | Punti | G       | V       | N       | P       | Gf      | Gs      | G            | V            | N            | P            | Gf           | Gs           | G      | V      | N      | P      | Gf     | Gs     | DR  |
| ------------ | ----- | ------- | ------- | ------- | ------- | ------- | ------- | ------------ | ------------ | ------------ | ------------ | ------------ | ------------ | ------ | ------ | ------ | ------ | ------ | ------ | --- |
| Serie C      | 31    | 15      | 9       | 2       | 4       | 40      | 12      | 15           | 4            | 3            | 8            | 22           | 30           | 30     | 13     | 5      | 12     | 62     | 42     | +20 |
| Coppa Italia |       | 0       | 0       | 0       | 0       | 0       | 0       | 1            | 0            | 0            | 1            | 1            | 4            | 1      | 0      | 0      | 1      | 1      | 4      | -3  |
| Totale       |       | 15      | 9       | 2       | 4       | 40      | 12      | 16           | 4            | 3            | 9            | 23           | 34           | 31     | 13     | 5      | 13     | 63     | 46     | +17 |

### Statistiche dei giocatori
| Giocatore    | Serie C  | Serie C | Coppa Italia | Coppa Italia | Totale   | Totale |
| Giocatore    | Presenze | Reti    | Presenze     | Reti         | Presenze | Reti   |
| ------------ | -------- | ------- | ------------ | ------------ | -------- | ------ |
| L. Amapane   | 14       | 0       | 0            | 0            | 14       | 0      |
| A. Barbieri  | 30       | -42     | 1            | -4           | 31       | -46    |
| G. Cella     | 27       | 17      | 1            | 0            | 28       | 17     |
| G. Chiesa    | 19       | 8       | 1            | 0            | 20       | 8      |
| R. Covaccini | 1        | 0       | 1            | 0            | 2        | 0      |
| A. Facchetti | 4        | 0       | 0            | 0            | 4        | 0      |
| E. Fermi     | 4        | 0       | 0            | 0            | 4        | 0      |
| C. Ferrari   | 3        | 0       | 0            | 0            | 3        | 0      |
| C. Girometta | 29       | 25      | 1            | 1            | 30       | 26     |
| G. Gobbi     | 9        | 1       | 0            | 0            | 9        | 1      |
| A. Golzi     | 25       | 0       | 1            | 0            | 26       | 0      |
| G. Loranzi   | 30       | 0       | 1            | 0            | 31       | 0      |
| E. Mazzocchi | 8        | 0       | 0            | 0            | 8        | 0      |
| R. Poli      | 26       | 1       | 1            | 0            | 27       | 1      |
| S. Puppo     | 26       | 0       | 1            | 0            | 27       | 0      |
| E. Ratti     | 24       | 1       | 0            | 0            | 24       | 1      |
| C. Resmini   | 3        | 0       | 0            | 0            | 3        | 0      |
| A. Rossetti  | 13       | 6       | 0            | 0            | 13       | 6      |
| S. Rossetti  | 12       | 1       | 1            | 0            | 13       | 1      |
| G. Zanasi    | 23       | 0       | 1            | 0            | 24       | 0      |